# Юрій Дмитрович
Юрій Дмитрович (також Юрій Звенигородський і Юрій Галич-Мерський; 26 листопада 1374, Переяславль-Залєський — 5 червня 1434, Москва) — князь Звенигородський і Галицько-Мерський (1389—1434), великий князь московський (1433, 1434), другий син князя Дмитра Донського.

## Біографія
У 1389 році отримав по заповіту батька в уділ Звенигород, Галич-Мерський, Рузу та інші волості, а також був призначений спадкоємцем у випадку смерті брата.
При Василю І Дмитровичу діяльність Юрія Дмитровича обмежувалася походами на ворогів великого князя. У 1426 Василь Дмитрович помер, і великокнязівський стіл зайняв його син, Василь ІІ Васильович. Негайно після того почалися суперечки між великим князем і Юрієм Дмитровичем, який намагався отримати великокнязівський стіл. Юрій обґрунтовував свої претензії на престол старим правом старшинства і на застереженні в духовній грамоті його батька, яке Юрій тлумачив на свою користь: «а по грѣхом отымет Бог сына моего кн. Василья, а хто будет под тем сын мой, ино тому сыну моему княж Васильев удѣл». Під час складання духовного заповіту Василь Дмитрович ще не був одружений, а тому природно було припустити, що він може померти без спадкоємців, і тоді, без сумніву, престол переходив би до наступного за ним брата, тобто до Юрія Дмитровича.
У Золотій Орді, куди суперечка був перенесена в 1430 році Юрій Дмитрович програв, отримавши тільки виморочний уділ свого брата Петра, Дмитров (1432). Того ж року Василь вигнав Юрієвих намісників з Дмитрова і взяв місто собі. Це озлобило Юрія, який, окрім того, і так був ображений на великого князя через інцидент на його весіллі, під час якого мати Василя, Софія Вітовтівна привселюдно забрала золотий пояс у сина Юрія Дмитровича, Василя Косого.
Галицькі війська рушили до Переяслава. Великий князь не був готовий до раптової атаки тому у битві на Клязмі був розбитий і втік до Костроми. Юрій Дмитрович сів на престол у Москві, а Василю дав в уділ Коломну, проти чого виступили діти Юрія. Незабаром від Юрія до Василя почали переходити князі, бояри і простий народ. Відчуваючи слабкість свого становища, Юрій сам запропонував Василю повернутися на великокняжий стіл. За договором він зобов'язувався за себе і за молодшого сина, Дмитра Красного, не брати до себе старших синів, не давати їм допомоги і віддати ярлик на Дмитров, замість якого Василь поступався йому іншими волостями. Також Юрій виторгував умову за якою він не зобов'язувався допомагати Василю у його походах, зокрема не воювати проти Великого князівства Литовського.
З Москви Юрій Дмитрович пішов до Галича. Однак того ж 1433 року війська великого князя Василя зазнали поразки на берегах Куси від дітей Юрія Дмитровича. Василь дізнався, що в битві брали участь і воєводи дядька з багатьма його людьми, і вирішив покарати свого суперника. Взимку 1434 р. він пішов на Галич; Юрій Дмитрович втік на Белозеро, а Галич був узятий і спалений, проте, 16 березня, між Ростовом і Переяславлем, Василь знову зазнав поразки в битві і був змушений втікати. Юрій Дмитрович пішов до Москви, яка 1 квітня без бою здалася йому. У місті Юрій взяв в полон матір і дружину Василя та розграбував його скарбницю. На самого великого князя, який був в Нижньому Новгороді, Юрій Дмитрович послав своїх молодших синів. Василь, не маючи підмоги, хотів уже втікати в Орду, проте 5 липня 1434 року, коли Дмитро Шемяка і Дмитро Красний були ще тільки у Владимирі, Юрій Дмитрович раптово помер на великокняжому престолі.